# Gare d'Ermeton-sur-Biert
 (novembre 2019).
Si vous disposez d'ouvrages ou d'articles de référence ou si vous connaissez des sites web de qualité traitant du thème abordé ici, merci de compléter l'article en donnant les références utiles à sa vérifiabilité et en les liant à la section « Notes et références ».
La gare d’Ermeton-sur-Biert est une ancienne gare ferroviaire belge de la ligne 150, de Tamines à Anhée, située à Saint-Gérard, dans la commune de Mettet, en Région wallonne, dans la province de Namur.
Elle est désormais fermée au trafic des voyageurs et la ligne a été démontée. Là où se trouvaient les bâtiments, démolis, se trouve désormais un dépôt de bus TEC.

## Situation ferroviaire
La gare d’Ermeton était située au point kilométrique (PK) 25,30 de la ligne 150, de Tamines à Anhée entre la gare de Mettet et la halte de Maredret. Gare de bifurcation, elle était le PK 0,0 de la ligne 136A d'Ermeton à Florennes, longue de 6,2 km.
La ligne 136 et l'essentiel de la ligne 150 ont été démontées à la fin du XXe siècle.

## Histoire
La ligne 150 est d'abord inaugurée entre Tamines et Mettet le 3 septembre 1879. En 1889, les travaux reprennent, la ligne atteignant Ermeton le 3 janvier de cette année. C'est à cette occasion qu'est inaugurée la gare, située à égale distance des villages d’Ermeton-sur-Biert et de Furnaux. Il faudra attendre 1891 pour que la ligne 150 soit ouverte en intégralité de Tamines à Anhée, et 1898 pour que la portion sud de Houyet à Jemelle y soit reliée.
Jusqu'en 1893, la gare s'appelle « Ermeton – Furnaux » puis prend le nom d'Ermeton-sur-Biert lorsqu’est créé un point d'arrêt à Furnaux.
En 1895, une nouvelle ligne (ligne 136A) relie Florennes à Ermeton, dont la gare devient une jonction.
Comme toutes les gares d'origine de la ligne, le bâtiment est construit en utilisant le modèle habituel pour les lignes construites par des concessionnaires privés entre 1873 et les années 1890 : le plan type 1873. La gare possède une halle à marchandises.
La nationalisation de la Compagnie du Nord - Belge en 1940 a entraîné la disparition du trafic de transit qui empruntait la portion nord de la ligne 150 au profit de la ligne 154 Namur - Dinant au profil beaucoup plus facile.
En août 1962, le trafic voyageurs entre Tamines et Anhée est transféré sur la route. La ligne ferme entre Mettet et Ermeton en 1962 et entre Ermeton et Haut-le-Wastia en 1964.
Un RAVeL a été installé sur le reste de la ligne 150 entre Aisemont et Anhée.

## Patrimoine ferroviaire
Il s’agit d’une gare de plan type 1873 qui possédait une aile de quatre travées servant de salle d'attente et une aile de service en U avec une toiture à croupes et une cour intérieure. Sur le quai central se trouvait un abri en briques avec fronton décoratif
Après sa fermeture aux voyageurs, les bâtiments de la gare ont été démolis. Un arrêt et un dépôt des bus TEC ont été aménagés sur le site de la gare et de sa cour à marchandises.